# Blücher-Orden

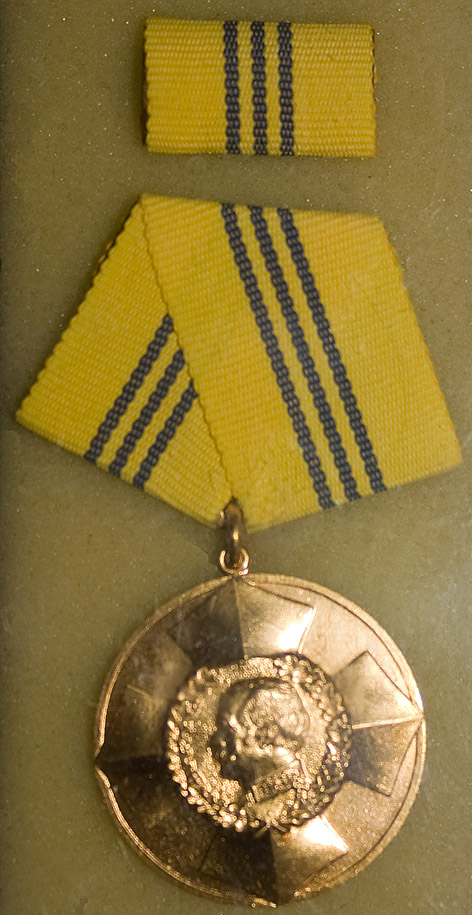
Blücher-Medaille in Gold

Der Blücher-Orden und die Blücher-Medaille waren staatliche Auszeichnungen  der Deutschen Demokratischen Republik (DDR). Sie wurden 1968 als Kriegsauszeichnungen gestiftet, jedoch nie vergeben.

## Beschreibung
Sie sollten für „Tapferkeit im Kriege“ als Orden und Medaille jeweils in den Stufen Gold, Silber und Bronze verliehen werden. Benannt waren sie nach Gebhard Leberecht von Blücher, einem preußischen Generalfeldmarschall (auch „Marschall Vorwärts“ genannt), der in der Neujahrsnacht 1814 im Krieg gegen Napoleon Bonaparte den Rhein überschritten hatte.
Der Orden war in Kreuzform ausgebildet und trug das mittig aufgelegte Portraitmedaillon Blüchers, das von einem oben geöffneten Eichenkranz umrahmt war. Die Rückseite hatte die Inschrift FÜR TAPFERKEIT über dem Staatswappen der DDR. Die Blücher-Medaille war auf der Vorderseite mit dem aufgeprägten Ordenskreuz des Blücher-Ordens gestaltet.
Blücher-Orden und Blücher-Medaille wurden am 18. September 1968 vom damaligen Staatsratsvorsitzenden der DDR Walter Ulbricht gestiftet; sie erloschen mit dem Ende der DDR im Jahr 1990.
Weder Orden noch Medaille wurden je verliehen, da die DDR in ihrer Geschichte nie aktiv an Kriegshandlungen teilnahm. Für einen solchen Fall hatte die NVA aber bereits Blücher-Orden und Blücher-Medaillen in größeren Stückzahlen eingelagert. Diese wurden unter Geheimhaltung vom VEB Präwema in Markneukirchen gefertigt, wo auch die Prototypen unter Verschluss lagen. Die Existenz dieser Auszeichnungen wurde erst nach der Wende bekannt. Exemplare des Ordens befinden sich heute im  Militärhistorischen Museum der Bundeswehr in Dresden, auf dem Flugplatz Berlin-Gatow und im dänischen Langelandsfort; eine Blücher-Medaille ist in der Gedenkstätte Point Alpha (Haus auf der Grenze) ausgestellt.

## Interimsspangen
Die Interimsspange zum Blücher-Orden war in drei nachstehenden Stufen vorgesehen.
- höchste Stufe – Gold
- mittlere Stufe – Silber
- niedrigste Stufe – Bronze

Die Interimsspange zur Blücher-Medaille war in drei nachstehenden Stufen vorgesehen.
- Stufe I – Gold
- Stufe II – Silber
- Stufe III – Bronze

## Rangfolge der staatlichen Auszeichnungen der DDR (Ausschnitt)
Für das Tragen von Auszeichnungen galt eine per Verordnung im Gesetzblatt der DDR festgelegte Rangfolge, in der sich auch die Wertigkeit der jeweiligen Ehrung widerspiegelte. An der linken oberen Brustseite waren in folgender Reihenfolge zu tragen:
1. Medaille zum Ehrentitel Held der DDR
2. Karl-Marx-Orden
3. Medaille zum Ehrentitel Held der Arbeit
4. Stern der Völkerfreundschaft
5. Vaterländischer Verdienstorden
6. Banner der Arbeit
7. Scharnhorst-Orden
8. Blücher-Orden
9. Kampforden „Für Verdienste um Volk und Vaterland“